# Droga Ledo

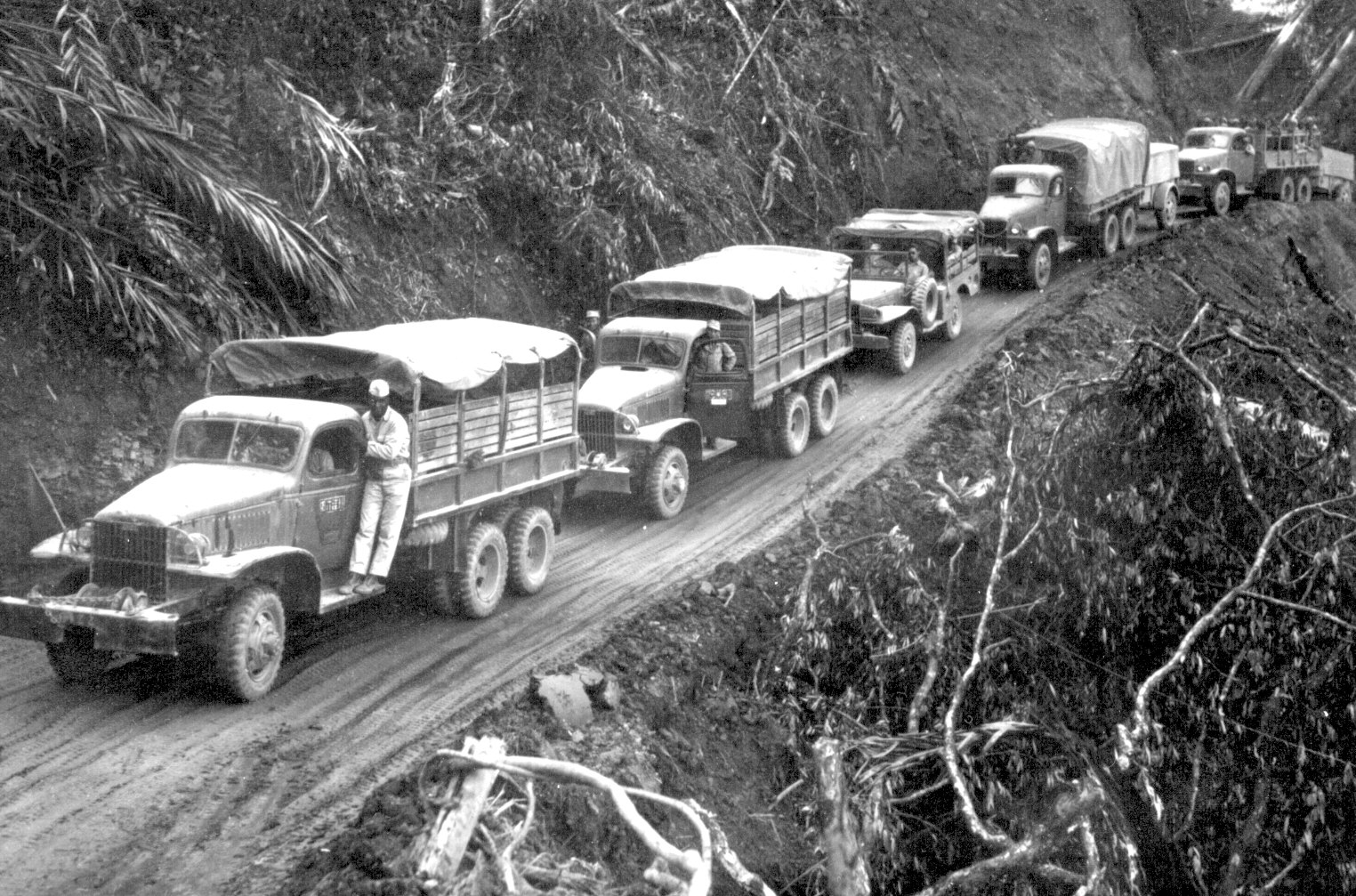
Konwój ciężarówek na drodze Ledo

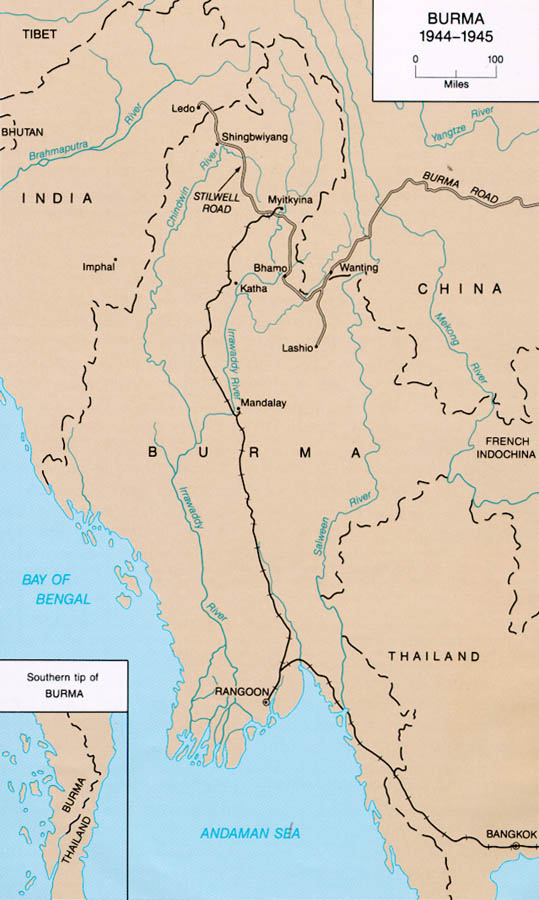
Droga birmańska i droga Ledo w 1944 roku

Droga Ledo – droga prowadząca z Ledo w Indiach do Kunming w Chinach, zbudowana podczas II wojny światowej. W roku 1945 nazwę drogi zmieniono na Stillwell Road, dla upamiętnienia amerykańskiego generała Josepha Stilwella.
Drogę wybudowano w celu umożliwienia transportu zaopatrzenia dla wojsk Republiki Chińskiej, po zajęciu przez Japończyków Birmy i zablokowaniu Drogi Birmańskiej w 1942 roku. Przed powstaniem drogi i po zajęciu Rangunu przez wojska japońskie, znaczna część zaopatrzenia dla wojsk chińskich transportowana była drogą powietrzną nad garbem (ang. Hump), czyli wschodnim pasmem Himalajów.